# Stazione di Arbatax
La stazione di Arbatax è una stazione ferroviaria situata nell'omonima frazione del comune di Tortolì capolinea della ferrovia per Mandas, utilizzata esclusivamente per i servizi turistici del Trenino Verde.

## Storia

La stazione nella prima metà del Novecento: lo scalo fu realizzato nell'area del porto di Arbatax

La stazione fu realizzata dalle Ferrovie Complementari della Sardegna nella prima metà del Novecento, in seguito all'ampliamento del porto di Arbatax e al conseguente allontanamento delle banchine dalla originaria stazione capolinea della frazione. L'impianto venne collocato a ridosso dei nuovi pontili, a cui fu inizialmente collegato, dinanzi a Cala Genovesi, porticciolo peschereccio della frazione, fatto che impose la realizzazione di un ponte girevole nell'area della stazione per consentire ai treni di oltrepassare lo stretto braccio di mare che conduce all'area di attracco senza bloccare il traffico delle imbarcazioni.
Pesantemente danneggiato dai bombardamenti del 1943 che colpirono il porto, lo scalo fu ripristinato e continuò l'attività nel dopoguerra, benché nell'ultima parte del secolo le sue strutture furono rimaneggiate, con la dismissione del fascio che terminava nelle banchine e l'arretramento dell'asse estremo all'altezza del ponte di Cala Genovesi, quest'ultimo sostituito con una travata metallica fissa a solo impiego pedonale per l'accesso al fabbricato viaggiatori.
Alle FCS nel 1989 subentrò la gestione governativa delle Ferrovie della Sardegna, durante la cui amministrazione l'impiego dello scalo fu drasticamente ridotto: a partire dal 16 giugno 1997 infatti la stazione di Arbatax, come l'intera linea per Mandas, fu chiusa al regolare esercizio venendo destinata all'esclusivo impiego per il traffico turistico legato al progetto Trenino Verde, fatto che comportò la cessazione di ogni servizio di trasporto pubblico nello scalo. Da allora l'impianto, gestito dal 2010 dall'ARST, viene utilizzato quasi esclusivamente nel periodo estivo, restando per il resto dell'anno pressoché privo di traffico. Nel corso del 2016 lo scalo non fu utilizzato a causa di problemi alla ferrovia, situazione poi risoltasi nel 2017.

## Strutture e impianti

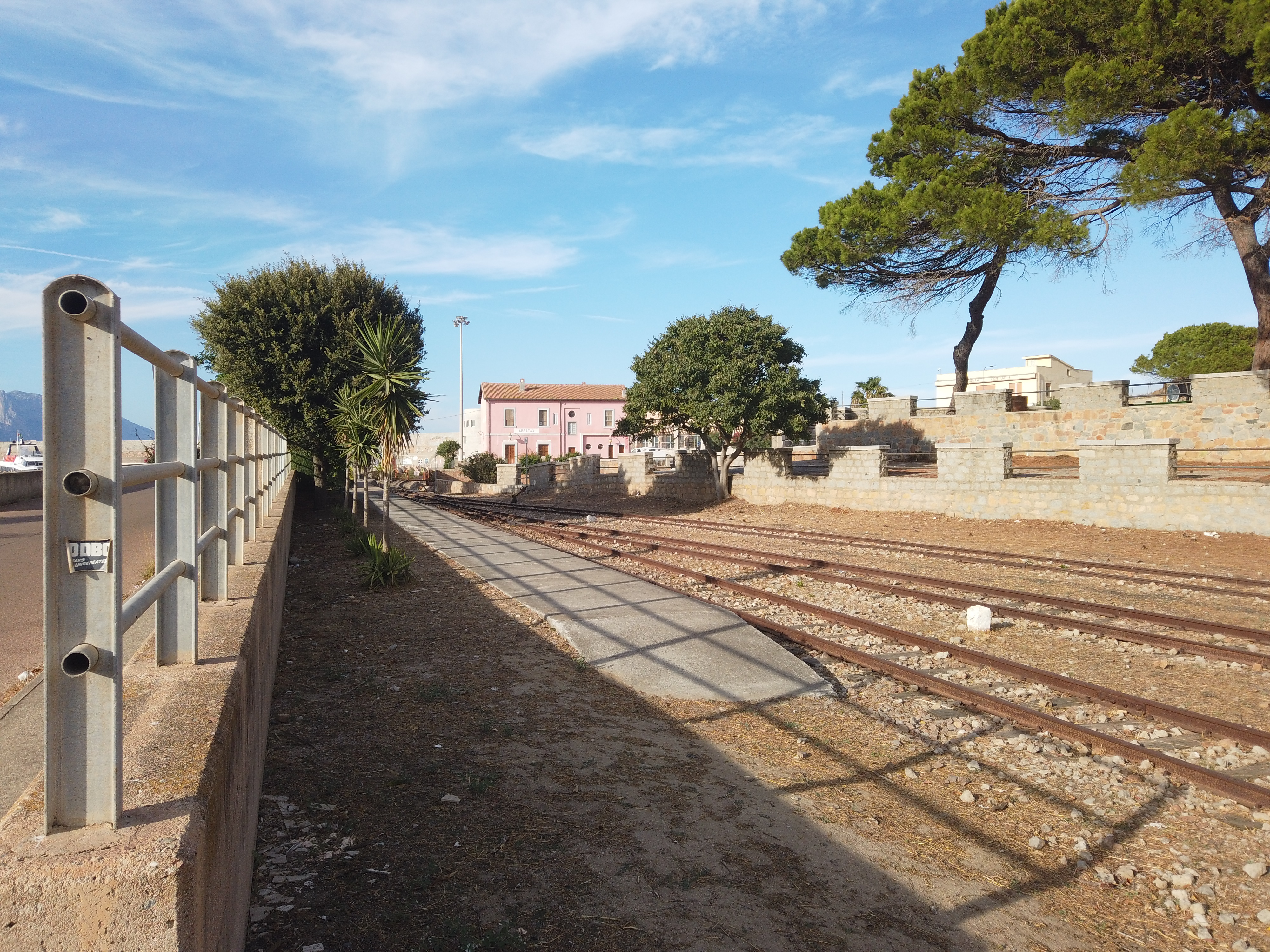
I tre binari e la banchina che compongono la stazione

La stazione è di tipo terminale e comprende complessivamente tre binari a scartamento da 950 mm, di cui quello di corsa dotato di banchina e utilizzato per il servizio viaggiatori (turistico) effettuato nell'impianto, il cui terminal è posta a ridosso dell'asse estremo dello scalo. Da esso si diramano due ulteriori binari passanti prima della banchina viaggiatori utilizzati per la sosta di materiale rotabile nell'impianto.

In passato il fascio binari si estendeva oltre l'asse estremo della stazione e valicando un ponte un tempo mobile sul canale di accesso alla Caletta di Genovese affiancava il fabbricato viaggiatori e si addentrava nel porto commerciale dove erano presenti vari tronchini per l'interscambio delle merci, di cui permangono alcuni resti annegati nella pavimentazione stradale.

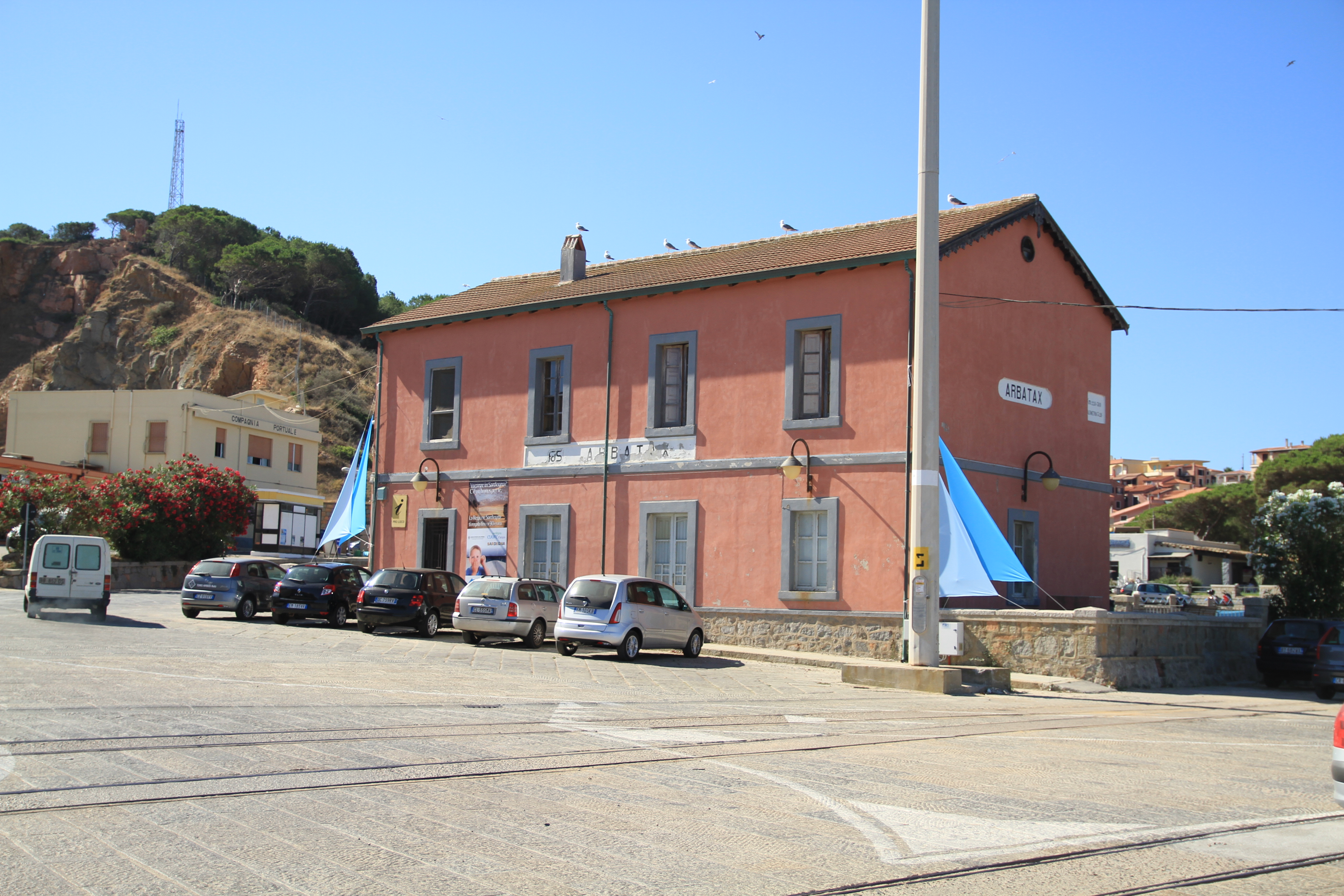
Il fabbricato viaggiatori dell'impianto, con in primo piano i resti del fascio binari che entrava nelle banchine del porto commerciale

Il maggiore edificio della stazione è il fabbricato viaggiatori, posto oltre l'asse estremo dell'impianto, che si presenta come una costruzione a pianta rettangolare con sviluppo su due piani più tetto a falde. Inoltre per l'attività ferroviaria sono utilizzate anche le strutture poste nell'area della vecchia stazione di Arbatax, distante poche centinaia di metri dal terminal viaggiatori.

## Movimento

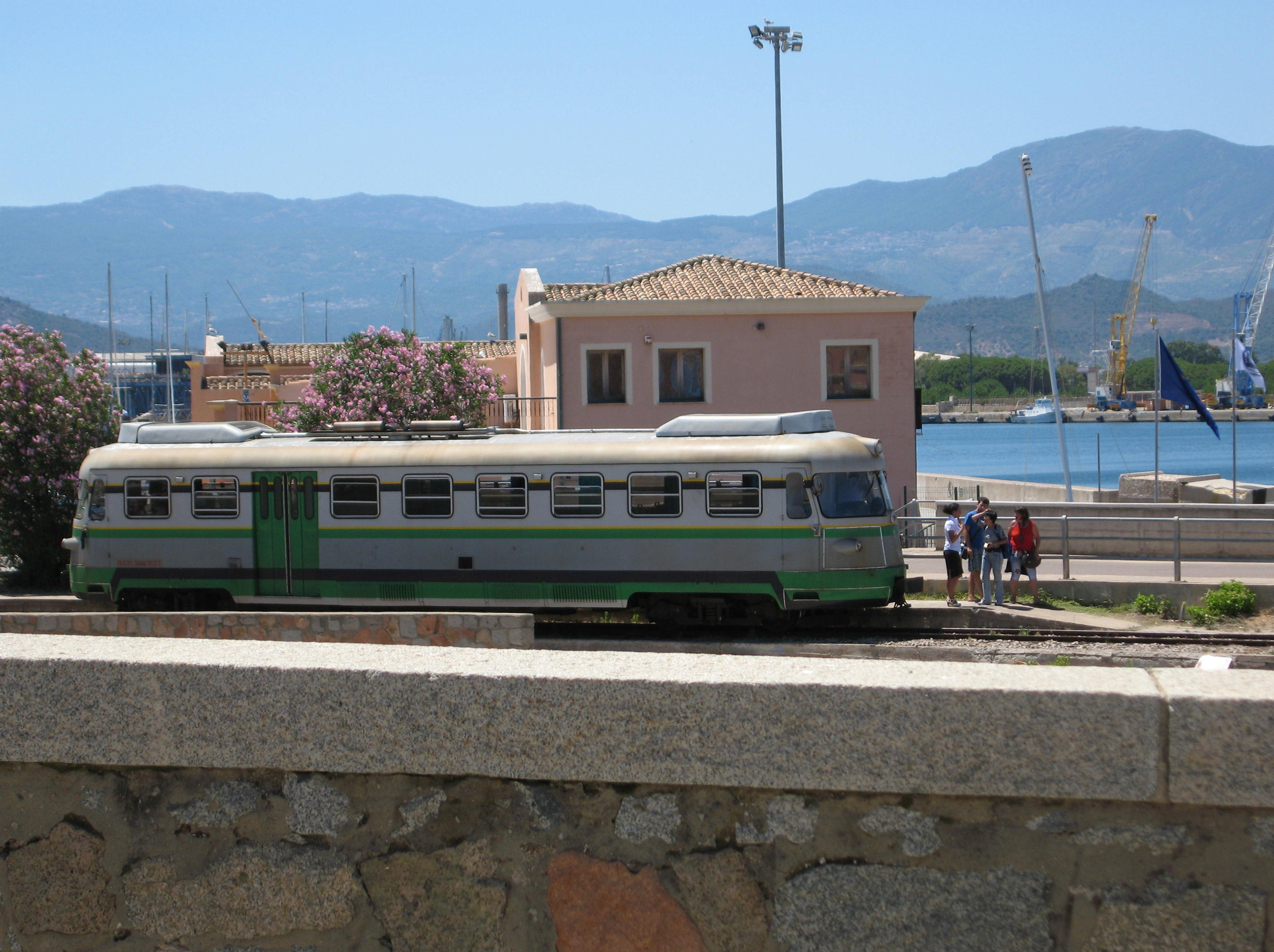
Automotrice ADe dell'ARST in sosta nello scalo: dal 1997 la stazione è raggiunta esclusivamente da treni turistici

Dall'estate 1997 la stazione è utilizzata esclusivamente per il traffico turistico ed è attiva principalmente tra la primavera e l'autunno, in cui vengono effettuati dei treni a calendario, che nell'estate di norma assumono frequenza quasi giornaliera: con riferimento alla stagione turistica 2017 l'impianto è collegato sei giorni a settimana nel periodo estivo da una coppia di relazioni con la stazione di Gairo. Nel corso dell'intero anno lo scalo è inoltre utilizzabile da eventuali treni espletati su richiesta di comitive di turisti.

## Servizi
Nel fabbricato viaggiatori è presente un ufficio di informazioni turistiche.
- Ufficio informazioni turistiche

## Interscambi

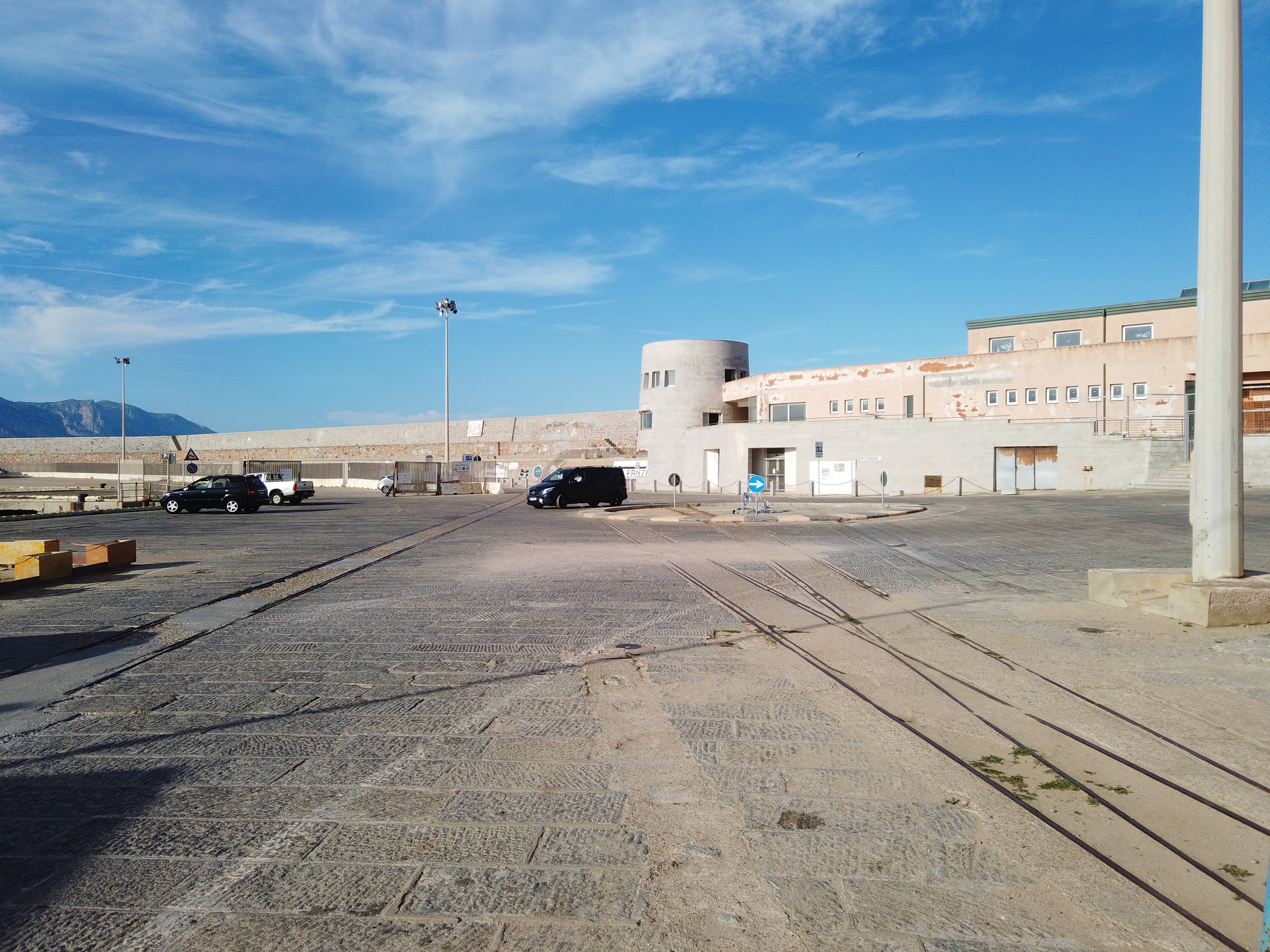
Il porto di Arbatax, capolinea dei bus extraurbani dell'ARST

La stazione è posta a ridosso del porto commerciale di Arbatax, collegato principalmente con Civitavecchia e Genova. Inoltre nell'area osservano fermata alcune autolinee dell'ARST, che permettono il collegamento con Tortolì, Lanusei e altri centri ogliastrini.
- Fermata autobus